# Anton Werber

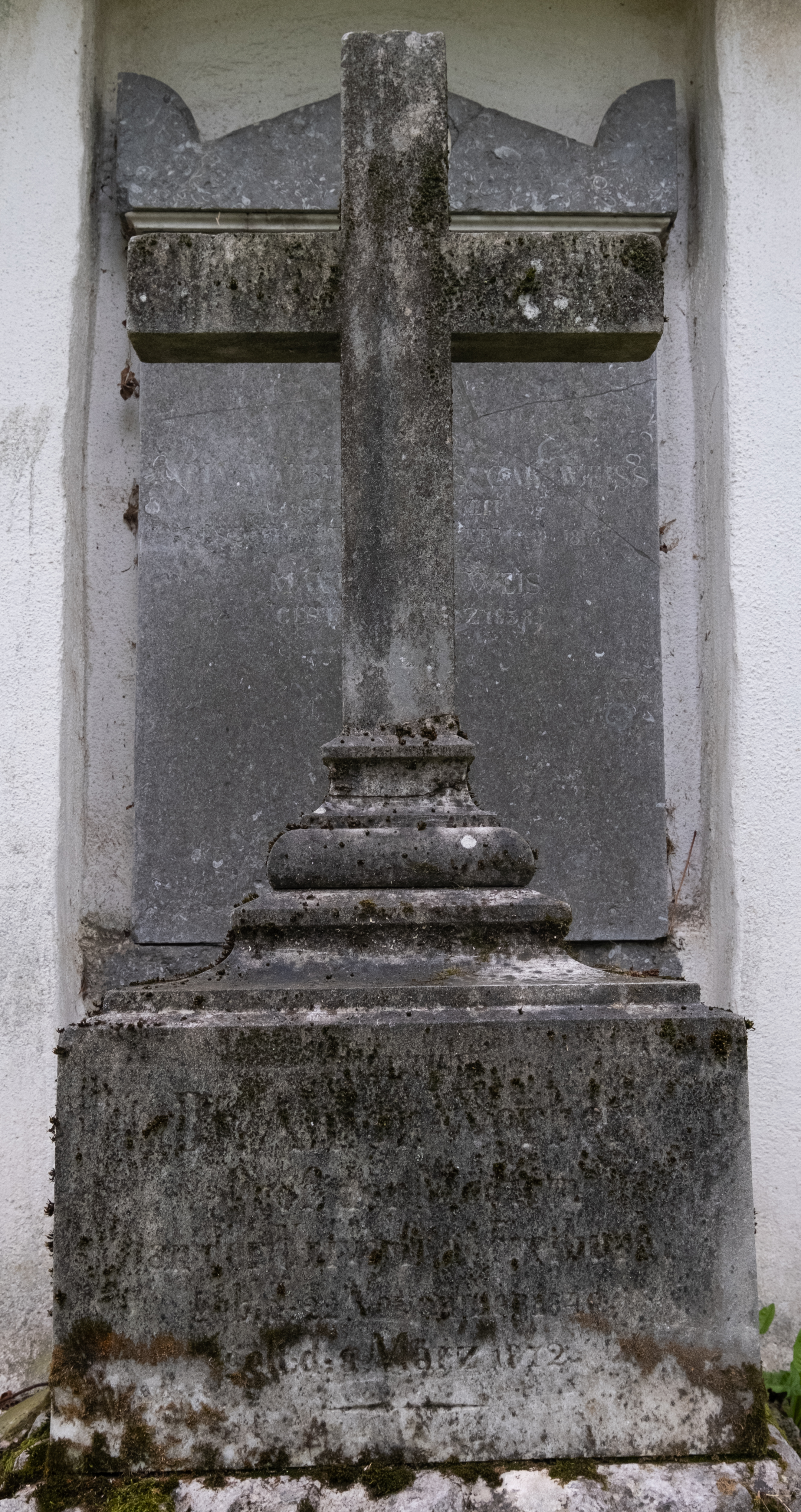
Grabstein auf dem Alten Friedhof in Freiburg

Anton Werber (* 22. November 1840 in Freiburg im Breisgau; † 9. März 1872 ebenda) war ein deutscher Arzt und Privatdozent.

## Leben
Anton Werber war der Sohn des deutschen Arztes und Professors Wilhelm Josef Anton Werber. Nach einem medizinischen Studium in Freiburg und Würzburg habilitierte er als Privatdozent an der Albert-Ludwigs-Universität Freiburg. Er sollte als Nachfolger seines Vaters die Fakultät übernehmen, verstarb aber zuvor auf Grund seiner lebenslangen Krankheit. Anton Werber hinterließ eine Frau und drei Kinder.
Sein Lehrbuch über Toxikologie fand in der Fachwelt großen Anklang und war Anlass, Anton Werber auf Vorschlag der Fakultät zum außerordentlichen Professor zu ernennen. Seine Leistungen lagen auf dem Gebiet der Pharmakologie und Toxikologie.

## Werke
- Lehrbuch der Toxicologie. 1868